# Chandaur
Chandaur è una suddivisione dell'India, classificata come census town, di 13.629 abitanti, situata nel distretto di Dhanbad, nello stato federato del Jharkhand. In base al numero di abitanti la città rientra nella classe IV (da 10.000 a 19.999 persone).

## Geografia fisica
La città è situata a 24° 36' 0 N e 86° 2' 60 E e ha un'altitudine di 285 m s.l.m..

## Società

### Evoluzione demografica
Al censimento del 2001 la popolazione di Chandaur assommava a 13.629 persone, delle quali 7.674 maschi e 5.955 femmine. I bambini di età inferiore o uguale ai sei anni assommavano a 2.054, dei quali 1.026 maschi e 1.028 femmine. Infine, coloro che erano in grado di saper almeno leggere e scrivere erano 7.721, dei quali 5.302 maschi e 2.419 femmine.